# Fabian Whymns
Fabian Whymns, född 11 juni 1961, är en friidrottare från Bahamas. Han deltog vid olympiska sommarspelen 1988.